# ممنوعه‌ترین دکامرون
ممنوعه‌ترین دکامرون (ساکت شو بوکاچوی من) (ایتالیایی: Decameron proibitissimo (Boccaccio mio statte zitto)) که در کشورهای انگلیسی‌زبان با نام گناهکاران سکسی منتشر شد، یک فیلم کمدی سکسی سبک ایتالیایی به کارگردانی مارینو جیرولامی است که در سال ۱۹۷۲ شد.

## گزیدهٔ بازیگران
- فرانکو آگوستینی
- انتسو آندرونیکو
- مالیسا لونگو
- پوپو د لوکا
- ریکاردو گارونه
- انیو جیرولامی
- جانی موزی
- کریستا نل
- دینو کاسیو
- آنتونیو کانتافورا
- کارلا مانچینی
- آدریانا فاکتی